# آلیس انگلرت
آلیس انگلرت (انگلیسی: Alice Englert؛ زادهٔ ۱۵ اوت ۱۹۹۴) هنرپیشه اهل استرالیا است. وی از سال ۲۰۰۶ میلادی تاکنون مشغول فعالیت بوده است. از فیلم‌هایی که وی در آن نقش داشته است می‌توان به عشاق، جینجر و رزا، دلالان بدن و در ترس اشاره کرد.